# Łazy (powiat żarski)
Łazy – wieś w Polsce położona w województwie lubuskim, w powiecie żarskim, w gminie Tuplice.
W latach 1975–1998 miejscowość należała administracyjnie do województwa zielonogórskiego.